# 舒川駅
舒川駅（ソチョンえき）は大韓民国忠清南道舒川郡にある韓国鉄道公社長項線の駅である。

## 沿革
- 1930年 11月1日 : 舒川駅(서천역)という駅名で営業開始 (舒川面 郡司3里 55-6)[1]
- 1949年12月20日 : 忠南舒川駅(충남서천역)に駅名変更[2]
- 1955年7月1日 : 舒川駅に駅名を戻す[3]
- 1978年6月12日 : 旧駅舎着工
- 1978年9月19日 : 旧駅舎竣工
- 2006年5月1日 : 貨物取り扱い中止
- 2008年11月1日 : 貨物取り扱い停止[4]
- 2008年11月27日 : 長項線の改良工事に伴い駅舎移動(舒川邑 華錦里 702-2)
- 2009年9月7日 : 旧駅舎の再利用開始[5]

## 隣の駅
韓国鉄道公社
長項線
板橋駅 - 舒川駅 - 長項駅